# Punta Egreso
Punta Egreso (spanisch für Austrittspunkt) ist eine Landspitze an der Nordwestküste von Horseshoe Island vor der Fallières-Küste des Grahamlands auf der Antarktischen Halbinsel. Sie liegt gewissermaßen als Gegenstück zum Punta Regreso auf der Westseite der Einfahrt zur Sally Cove.
Argentinische Wissenschaftler benannten sie.